# Charles-Albert Gobat
Charles-Albert Gobat (ur. 21 maja 1843 w Tramelan, zm. 16 marca 1914 w Bernie) – szwajcarski działacz pokojowy, prawnik, polityk, laureat Pokojowej Nagrody Nobla w 1902 roku.
Praktykował prawo w Bernie i Delémont (kanton Berno). Pracował w administracji kantonalnej, przez krótki czas był także wykładowcą prawa cywilnego na paryskiej Sorbonie. Od 1888 współpracował z Unią Międzyparlamentarną, od 1892 był sekretarzem generalnym powołanego przy niej Biura Międzyparlamentarnego. W 1892 przewodniczył IV Konferencji Unii Międzyparlamentarnej. Od 1891 pracował także w Międzynarodowym Stałym Biurze Pokoju, gdzie zastąpił Éliego Ducommuna na stanowisku sekretarza generalnego.
Za wieloletnią pracę w międzynarodowych organizacjach pokojowych został w roku 1902 uhonorowany drugą w historii Pokojową Nagrodą Nobla (razem z nim laureatem został Ducommun).
Był autorem Le Cauchemar de l'Europe (1911, „Koszmar Europy”) i innych książek poświęconych historii stosunków międzynarodowych.